# The Hoosiers
The Hoosiers（ザ・フージアーズ）は、イギリス・ロンドン出身のロックバンド。2003年結成。
- 「Goodbye Mr A」が『秘密結社鷹の爪 THE MOVIE2 〜私を愛した黒烏龍茶』のエンディング曲に使用された。
- 元ジャミロクワイのキーボーディストであり作曲家でもあった トビー・スミスがプロデュースし、作曲や音楽業界のノウハウを教えてプロデュースしたバンドである[1]。2007年のデビューアルバム「The Trick to Life」はイギリスのアルバムチャートで1位になり、65万枚売り上げた(ダブルプラチナ)[2]。

## メンバー
- アーウィン・スパークス（Irwin Sparkes） - ボーカル、ギター（2003〜）
- アラン・シャーランド（Alan Sharland） - ドラム（2003〜）

### 元メンバー
- トニー・バーン（Tony Byrne） - ベース（2003〜2007）
- トム・イージー（Tom Easey） - リズムギター（2003〜2007）
- マーティン・スカレンダフル（Martin Skarendahl） - ベース、バックボーカル（2007〜2015）
- サム・スワロー（Sam Swallow） - キーボード、バックボーカル（2013〜2016）
- トビー・スミス - 音楽プロデューサー、キーボード(2007-2014)

## 作品

### アルバム
- ザ・トリック・トゥ・ライフ - The Trick To Life（2007年）
- ザ・トリック・トゥ・イーグル・タロン - the trick to eagle talon（2008年）
- ザ・イリュージョン・オブ・セーフティー - The Illusion Of Safety（2010年）
- ザ・ニュース・フロム・ノーウェア - The News From Nowhere（2014年）
- ザ・シークレット・サービス - The Secret Service（2015年）
- コンフィデンス - Confidence（2023年）